# Карагозян, Энн
Энн Карагозян (Ann R. Karagozian (Sarafian)) — американский учёный, специалист по механической и аэрокосмической инженерии.
Заслуженный профессор Калифорнийского университета в Лос-Анджелесе, где преподаёт с 1982 года, член Национальной инженерной академии США (2018).

## Биография
Окончила Калифорнийский университет в Лос-Анджелесе (бакалавр инженерии summa cum laude, 1978). В Калифорнийском технологическом институте получила степени магистра (1979) и доктора философии (1982, научный руководитель профессор Frank E. Marble) по механической инженерии. С того же 1982 года в Калифорнийском университете в Лос-Анджелесе: ассистент-профессор, с 1988 года ассоциированный профессор, с 1993 года профессор, заслуженный с 2016 года, также заведует лабораторией и возглавляет совместный с Air Force Research Laboratory научный центр. С 2005 по 2009 год вице-председатель United States Air Force Scientific Advisory Board, членом которого состояла на протяжении 13 лет. С 2011 года входит в попечительский совет Institute for Defense Analyses.
Подготовила 26 PhD-студентов.
Фелло Американского физического общества (2004), Американского института аэронавтики и астронавтики (2004) и Американского общества инженеров-механиков (2013). Член совета Armenian Missionary Association of America с 2015 года.
Автор более 150 работ.
Награды и отличия
- Outstanding Young Women of America Award (1978, 1982)
- Стипендия Гуггенхайма (1978—1979)
- TRW-UCLA Excellence in Teaching Award (1987)
- Department of the Air Force Decoration for Exceptional Civilian Service[англ.] (2001, 2010), высшее отличие министра ВВС для гражданских служащих его министерства
- UCLA Faculty-Staff Partnership Award (2004)
- UCLA Henry Samueli Teaching Award (2009)